# Tatra T3R.PLF

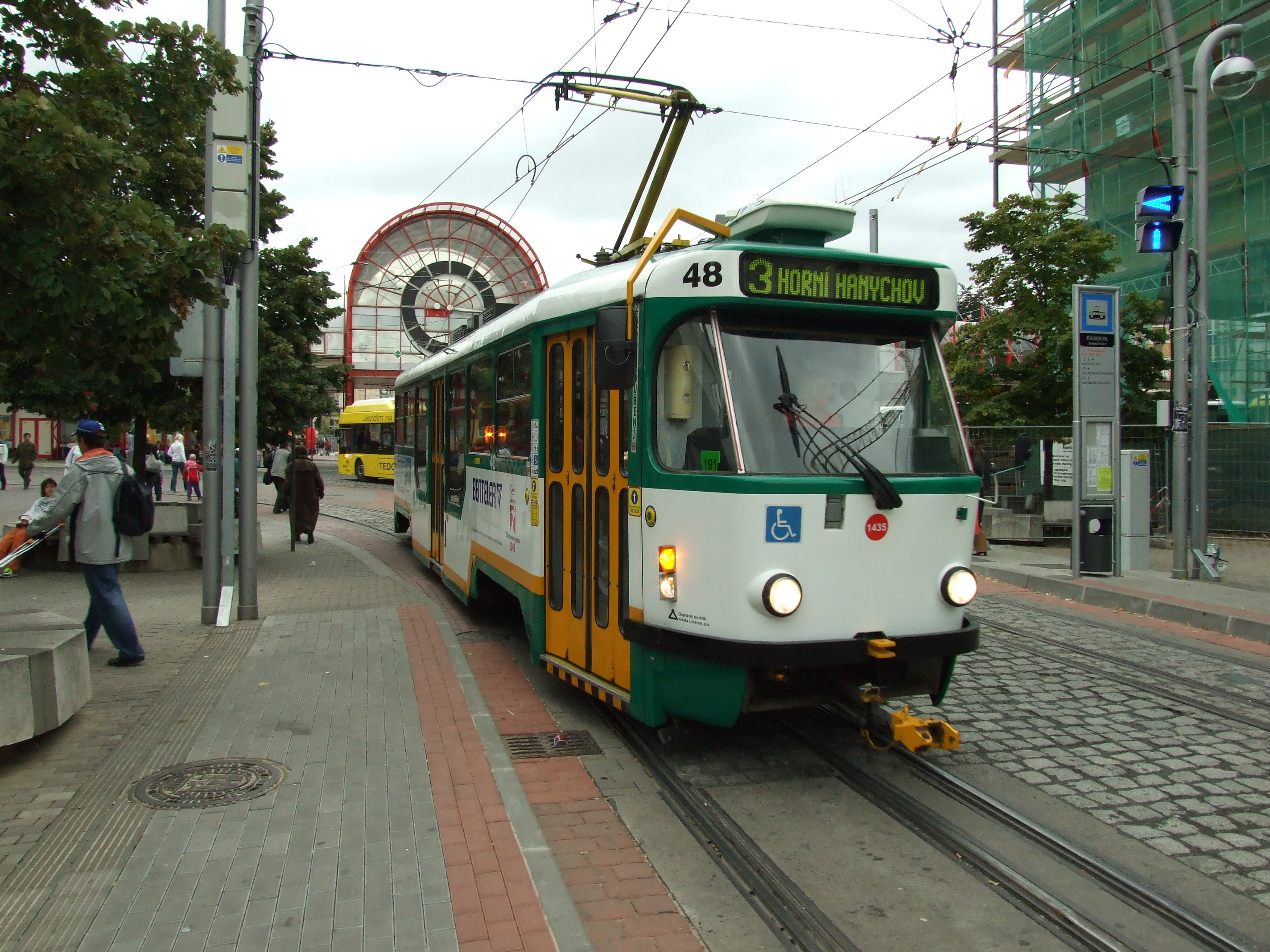
Liberecká tramvaj Tatra T3R.PLF

Tatra T3R.PLF je novostavba částečně nízkopodlažní tramvaje vycházející z typu Tatra T3 a vyráběná v letech 2005–2011 a poté od roku 2017.
Tento typ je spolu s vozy VarioLF tramvajovými nadšenci často nazýván „wana“. Je to z důvodu tvaru pomyslného podélného řezu vozu, který má nízkopodlažní část uprostřed.

## Historie
Po úspěšném zahájení výroby vozové skříně VarCB3 firmami ČKD Pragoimex a Krnovské opravny a strojírny (KOS) pro tramvaje typů T3R.EV a T3R.PV byla stejnými společnostmi vyvinuta částečně nízkopodlažní skříň VarCB3LF, která byla poprvé použita u ostravských vozů VarioLF. Protože jiní provozovatelé tramvajové dopravy nepožadovali např. asynchronní elektrickou výzbroj, byl zkonstruován nový typ T3R.PLF. Oproti VariuLF disponuje klasickými čely tramvají T3 od Františka Kardause.
V Liberci se pro nové vozy chystalo vytvoření částečně nízkopodlažních tramvajových souprav. Prvním vozem měla být (a také je) nízkopodlažní tramvaj T3R.PLF. Ta nemohla být spřažena s druhým vozem tohoto typu, protože je přibližně o 1 m delší než původní vozy T3, a tak by mohly vyvstat provozní problémy (např. nedostatečná délka zastávkových ostrůvků). Jako druhý vůz soupravy tak byla určena tramvaj T3R.PV, která má shodnou délku s „té trojkou“.
Všechny vyrobené vozy T3R.PLF jsou tzv. papírovými rekonstrukcemi starších vozů T3. Ve skutečnosti byly z těchto vyřazovaných tramvají použity pouze doklady a některé drobné součástky[zdroj?].
Výroba typu T3R.PLF skončila v roce 2011. Nahradil jej model Tatra T3R.SLF, který byl vybaven elektrickou výzbrojí Škoda. V roce 2017 se však Dopravní podnik hl. m. Prahy (DPP) rozhodl ve výrobě tramvají T3R.PLF pokračovat. Dva vozy čísel 8284 a 8285 byly vyrobeny v letech 2017 a 2018. Na základě kontraktu se společností Pragoimex z roku 2020 může DPP získat dalších až 65 tramvají tohoto typu. První vůz z nové smlouvy (č. 8286) byl do provozu zařazen v březnu 2023.

## Modernizace
Na rozdíl od tramvají VarioLF byla na vozy T3R.PLF namontována klasická čela vozů T3. Bylo to z toho důvodu, aby byla soupravou T3R.PLF + T3R.PV vytvořena vzhledově téměř shodná dvojice tramvají. Vozy T3R.PLF obdržely elektrickou výzbroj TV Progress a polopantograf (pražské vozy mají ovšem klasický pantograf). Stanoviště řidiče a rovněž i interiér jsou dle posledních modernizovaných tramvají T3. Jistým prvkem modernizace je i nízkopodlažní střední část vozu.

## Dodávky tramvají
| Současný stát | Město   | Článek | Typ     | Roky dodávek | Počet vozů | Evidenční čísla při dodání            | Poznámky                                            | Zdroj |
| ------------- | ------- | ------ | ------- | ------------ | ---------- | ------------------------------------- | --------------------------------------------------- | ----- |
| Česko         | Liberec | článek | T3R.PLF | 2005–2008    | 12         | 22, 23, 28, 29, 35, 37, 42, 45–48, 54 |                                                     | [ 3 ] |
| Česko         | Plzeň   | článek | T3R.PLF | 2008–2010    | 18         | 315–332                               | 328 – původně zkušební vůz Tatra T3R.SLF č. 114/202 | [ 4 ] |
| Česko         | Praha   | článek | T3R.PLF | 2007–2025    | 69         | 8251–8299, 8751–8770                  |                                                     | [ 5 ] |